# مليتة (الثوالث)
مليتة هي إحدى مشيخات المملكة المغربية، تتبع جغرافيا لإقليم سطات وإداريًا لالثوالث. يقدر عدد سكانها بـ 4821 نسمة حسب الإحصاء الرسمي للسكان والسكنى لسنة 2004.